# Вала Флосадоуттир
Вала Флосадоуттир (исл. Vala Flosadóttir, род. 16 февраля 1978) — исландская прыгунья с шестом, бронзовый призёр Олимпийских игр 2000 года, чемпионка Европы 1996 года в помещении, вице-чемпионка мира 1999 года в помещении.
Единственная женщина в истории Исландии, выигравшая олимпийскую медаль (остальные три медали завоевали мужчины).
После олимпийской бронзы, завоёванной с национальным рекордом (450 см) в возрасте 22 лет, результаты Валы резко пошли на спад, она завершила карьеру уже в 2004 году.